# Box-office France 1950
Cet article traite du box-office de 1950 en France.

## Les films de plus de deux millions d'entrées
| Classement | Titre                              | Pays                                              | Réalisateur                            | Box-office France   |
| ---------- | ---------------------------------- | ------------------------------------------------- | -------------------------------------- | ------------------- |
| 1.         | Autant en emporte le vent          |                                                   | Victor Fleming                         | 16 719 236 entrées, |
| 2.         | Cendrillon                         | Clyde Geronimi / Wilfred Jackson / Hamilton Luske | 13 226 772 entrées,                    |                     |
| 3.         | Nous irons à Paris                 |                                                   | Jean Boyer                             | 6 658 693 entrées   |
| 4.         | Uniformes et Grandes Manœuvres     | René Le Hénaff                                    | 4 588 407 entrées                      |                     |
| 5.         | Les Trois Mousquetaires            |                                                   | George Sidney                          | 4 362 038 entrées   |
| 6.         | Justice est faite                  |                                                   | André Cayatte                          | 4 319 927 entrées   |
| 7.         | Le Rosier de Madame Husson         | Jean Boyer                                        | 4 304 624 entrées                      |                     |
| 8.         | Meurtres ?                         | Richard Pottier                                   | 4 013 860 entrées                      |                     |
| 9.         | Le Roi Pandore                     | André Berthomieu                                  | 3 625 511 entrées                      |                     |
| 10.        | Les Conquérants d'un nouveau monde |                                                   | Cecil B. DeMille                       | 3 102 260 entrées   |
| 11.        | Le Grand Cirque                    |                                                   | Georges Péclet                         | 3 043 781 entrées   |
| 12.        | Pigalle-Saint-Germain-des-Prés     | André Berthomieu                                  | 3 009 638 entrées                      |                     |
| 13.        | Nous voulons un enfant             |                                                   | Alice O'Fredericks / Lau Lauritzen Jr. | 2 924 480 entrées   |
| 14.        | La Belle que voilà                 |                                                   | Jean-Paul Le Chanois                   | 2 827 518 entrées   |
| 15.        | Sénorita Toréador                  |                                                   | Richard Thorpe                         | 2 770 445 entrées   |
| 16.        | Dieu a besoin des hommes           |                                                   | Jean Delannoy                          | 2 745 064 entrées   |
| 17.        | La Marie du port                   | Marcel Carné                                      | 2 691 123 entrées                      |                     |
| 18.        | La Ronde des heures                | Alexandre Ryder                                   | 2 689 115 entrées                      |                     |
| 19.        | Iwo Jima                           |                                                   | Allan Dwan                             | 2 593 022 entrées   |
| 20.        | La Beauté du diable                |                                                   | René Clair                             | 2 581 132 entrées   |
| 21.        | La Rose noire                      |                                                   | Henry Hathaway                         | 2 579 745 entrées   |
| 22.        | Méfiez-vous des blondes            |                                                   | André Hunebelle                        | 2 525 659 entrées   |
| 23.        | Prélude à la gloire                | Georges Lacombe                                   | 2 476 886 entrées                      |                     |
| 24.        | La Petite Chocolatière             | André Berthomieu                                  | 2 438 935 entrées                      |                     |
| 25.        | La Porteuse de pain                |                                                   | Maurice Cloche                         | 2 435 363 entrées   |
| 26.        | Souvenirs perdus                   |                                                   | Christian-Jaque                        | 2 382 245 entrées   |
| 27.        | Le Trésor des Pieds-Nickelés       | Marcel Aboulker                                   | 2 366 084 entrées                      |                     |
| 28.        | Fusillé à l'aube                   | André Haguet                                      | 2 317 586 entrées                      |                     |
| 29.        | Casimir                            |                                                   | Richard Pottier                        | 2 269 717 entrées   |
| 30.        | Odette, agent S 23                 |                                                   | Herbert Wilcox                         | 2 251 983 entrées   |
| 31.        | Le Tampon du capiston              |                                                   | Maurice Labro                          | 2 235 591 entrées   |
| 32.        | La Charge héroïque                 |                                                   | John Ford                              | 2 214 979 entrées   |
| 33.        | Miquette et sa mère                |                                                   | Henri-Georges Clouzot                  | 2 159 275 entrées   |
| 34.        | Les Amours de Carmen               |                                                   | Charles Vidor                          | 2 143 500 entrées   |
| 35.        | Les Derniers Jours de Pompéi       |                                                   | Marcel L'Herbier / Paolo Moffa         | 2 136 676 entrées   |
| 36.        | Les Quatre Filles du docteur March |                                                   | Mervyn LeRoy                           | 2 098 030 entrées   |
| 37.        | Ma pomme                           |                                                   | Marc-Gilbert Sauvajon                  | 2 069 168 entrées   |